# Анастасия Родионова
Анастасия Родионова (на руски: Анастасия Ивановна Родионова) е професионална тенисистка от Австралия. Тя е етническа рускиня, но се състезава за националния отбор на Австралия от 2008 г. От 2009 г., Родионова получава официално австралийско поданство.

## Кариера
Започва да тренира тенис на 7-годишна възраст. Нейният баща играе тенис на корт като любител и именно той запалва Анастасия и нейната сестра Арина, която също е професионална тенисистка. За период от няколко години, Анастасия Родионова пребивава в Германия, в едно от училищата по тенис, където изучава тънкостите на този аристократичен спорт. След това през 2002 г. се завръща в Русия. На осемгодишна възраст участва в първия аматьорски турнир по тенис в Ташкент, Узбекистан, а през 1996 г. дебютира професионално в Сочи.
Най-големия си успех, Родионова записва през 2003 г., когато е финалистка на „Уимбълдън“ на смесени двойки, заедно с партньора си Анди Рам. Двамата губят финала от Мартина Навратилова и Леандер Паеш. В кариерата си, Анастасия Родионова има две победи в турнири по двойки — в Квебек през 2005 с друга рускиня Елена Веснина и на „Ещорил Оупън“ с Андреа Ванк през 2007 г. Най-доброто си класиране Родионова постига през 2008 г., когато се изкачва до номер 97 в Световната ранглиста на женския тенис. Тя е известна и с факта, че е една от двете професионални тенисистки, които са били дисквалифицирани по време на турнирна надпревара. Това се случва на турнира в Синсинати, където Родионова по време на мача си с Анжелик Кербер, недоволна от американските зрители, които поддържат противничката ѝ, запраща топката сред публиката.
На 18 юни 2010 г., състезаващата се за Австралия рускиня достига до финалната среща на двойки по време на турнира „УНИЦЕФ ОУПЪН“ в Хертогенбош, Холандия. Родионова си партнира с Алла Кудрявцева, заедно с която сломяват съпротивата на Ваня Кинг и Ярослава Шведова с резултат 3:6, 6:3, 10:8.